# 129102 Charliecamarotte
129102 Charliecamarotte este o planetă minoră (asteroid) din centura de asteroizi. A fost descoperită pe 2 decembrie 2004 la Catalina Station⁠(d) de Catalina Sky Survey. 
Obiectul prezintă o orbită caracterizată de o semiaxă mare de 2,8987516756055 UAi, o excentricitate de 0,07, o înclinație de 2,2 ° în raport cu ecliptica.